# Вотома, Висконсин
Вотома, Висконсин (енгл. Wautoma) град је у америчкој савезној држави Висконсин.

## Демографија
По попису из 2010. године број становника је 2.218, што је 220 (11,0%) становника више него 2000. године.
| Група             | 2000.         | 2010.         |
| Белци             | 1.796 (89,9%) | 1.786 (80,5%) |
| Афроамериканци    | 22 (1,1%)     | 32 (1,4%)     |
| Азијати           | 17 (0,9%)     | 8 (0,4%)      |
| Хиспаноамериканци | 144 (7,2%)    | 351 (15,8%)   |
| Укупно            | 1.998         | 2.218         |